# CSI: Miami (1. sezona)
Prva sezona serije CSI: Miami je premijerno prikazana na američkom kanalu CBS 23. rujna 2002., a završila je 19. svibnja 2003. godine.

## Glumačka postava
| Glumac/glumica   | Lik               | Glumi u ep. |
| ---------------- | ----------------- | ----------- |
| David Caruso     | Horatio Caine     | 1 - 24      |
| Kim Delaney      | Megan Donner      | 1 - 10      |
| Emily Procter    | Calleigh Duquesne | 1 - 24      |
| Adam Rodriguez   | Eric Delko        | 1 - 24      |
| Khandi Alexander | Alexx Woods       | 1 - 24      |
| Rory Cochrane    | Tim Speedle       | 1 - 24      |
| Rex Linn         | Frank Tripp       | 8           |
| Sofia Milos      | Yelina Salas      | 7           |

## Epizode
| Br. u seriji | Br. u sezoni | Naslov                      | Nadnevak prikazivanja |
| --- | ------------ | --------------------------- | --------------------- |
| 1. | 1.           | "Golden Parachute"          | 23.9.2002.            |
| Megan Donner (Kim Delaney) vraća se u CSI tim kako istražila pad zrakoplova u Evergladesu. Potraga za preživjelima je u tijeku i CSI tim pronalazi žrtvu 5 milja udaljenu od mjesta nesreće. Kako je moguće da je tijelo nastradale toliko udaljeno od mjesta pada zrakoplova? Jedini preživjeli nesreće pojašnjava agentima misterij: za vrijeme leta žena je otvorila vrata zrakoplova kako bi počinila samoubojstvo. No Horatio Caine (David Caruso) je sumnjičav prema toj teoriji.                                                                   |              |                             |                       |
| 2. | 2.           | "Losing Face"               | 30.9.2002.            |
| Horatio pokreće privatnu istragu kako bi otkrio ubojicu svog mentora. Megan primjećuje kako Horatio istrazi pristupa previše osobno, no to ga ne sprječava da nastavi potjeru. CSI tim prima dojavu o pronalasku nove bombe pa Horatio i Megan kreću na mjesto moguće eksplozije. Uskoro saznaju da postavljena lažna bomba, no iznenađenjima tu nije kraj... |              |                             |                       |
| 3. | 3.           | "Wet Foot/Dry Foot"         | 7.10.2002.            |
| Horatio i Megan otkriju zrno metka u torzu žrtve pronađene u morskom psu, što im govori da uzrok smrti nije napad morskog psa. Kada CSI tim naiđe na napušten brod, a na njemu čahuru metka koja odgovara zrnu u tijelu te tijelo kubanske izbjeglice, trag odvodi Horatia i forenzičku ekipu prema rasvjetljenju slučaja, točnije tajne misije koja je loše završila. |              |                             |                       |
| 4. | 4.           | "Just One Kiss"             | 14.10.2002.           |
| U udaljenom području Miami Everglades umire ekstremni ratnik Vince Koslov. Njegova je smrt povezana s ubojstvom Andrije Brodskyja, koji je također ekstremni borac. Istražitelji uskoro doći do djevojke staze Brodskyjevi Cassandra, koji je bio vidno uplašeni i radije ostati u zatvoru, umjesto da ostane na slobodi. Horatio, a ostatak će uskoro otkriti da je sve zajedno je ruski mafijaš. |              |                             |                       |
| 5. | 5.           | "Ashes to Ashes"            | 21.10.2002.           |
| Svećenik je ubijen, a na čaši su pronađeni otisci usana 12-godišnjeg ministranta Camerona Medine, koji postaje glavni osumnjičeni. U dječakovu domu pregršt je dokaza fizičkog nasilja nad njime pa CSI tim namjerava ispitati oca, ali on je nasmrt isprebijan. U međuvremenu, Horatio i Delko istražuju pougljenjene ostatke trudnice i pronalaze dijamant u njezinu želucu. |              |                             |                       |
| 6. | 6.           | "Broken"                    | 28.10.2002.           |
| Petogodišnja djevojčica pronađena je mrtva u kupaonici restorana. Calleigh, Delko i Speedle otkrivaju prijavljenog seksualnog prijestupnika među gostima, međutim sigurnosne kamere oslobađaju ga svake krivnje. I dok je CSI ekipa u potrazi za novim tragovima, pronalazak otiska odsječenog prsta otkriva jeziv postupak na koji je zločinac bio spreman kako bi izbjegao ruci zakona. |              |                             |                       |
| 7. | 7.           | "Breathless"                | 4.11.2002.            |
| Horatio i njegov tim istražuju ubojstvo Noela, mladog stripera pronađenog nakon tuluma na kojem je ženama pružao svoje profesionalne usluge. Otkrivši ubod injekcije u striperovom bedru, Horatio posumnja da je žrtva možda otrovana. Međutim, novi motivi izlaze na vidjelo kada Horatio otkrije striperovu zaluđenost jednom ženom na zabavi. U međuvremenu, Magan i Delko istražuju smrt ronioca koji je uboden za vrijeme jedne od svojih podvodnih avantura.                                                                                        |              |                             |                       |
| 8. | 8.           | "Slaughterhouse"            | 11.11.2002.           |
| Nakon pokolja u obiteljskoj kući, Horatio i CSI ekipa pokušavaju otkriti ubojicu na temelju pronađenih dokaza. Majka, novorođenče i dva starija sina su ubijeni, a otac i malo dijete preživjeli su napad. Koristeći krv na djetetovoj odjeći, ali i krv pronađenu posvuda po kući, CSI tim utvrđuje vrijeme i slijed događaja kako bi ulovili zločinca. |              |                             |                       |
| 9. | 9.           | "Kill Zone"                 | 18.11.2002.           |
| Tri osobe ubijene su usred bijela dana pa Horatio i ekipa kreću u potragu za ubojicom. Horatio primjećuje da sve žrtve imaju rane u predjelu oka, što ga navodi da je ubojica bio snajperist. Kada istražitelji pronađu i četvrtu žrtvu, CSI ekipa otkriva dokaze koji se ne podudaraju s onima prvih triju žrtava. Horatio i Calleigh istražuju putanju metka i pronalaze snajpersko gnijezdo na vrhu zgrade. |              |                             |                       |
| 10. | 10.          | "A Horrible Mind"           | 25.11.2002.           |
| Nakon pretrpljenog mučenja, profesor lokalnog sveučilišta pronađen je obješen o drvo. Podučavao je o zlu ljudskog roda i nasilju kroz stoljeća, a zlostavljan je najmanje četiri sata prije nego što je ubijen. Proučavajući dokumente i profesorove neobične metode rada, CSI tim dođe do zaključka da je možda jedan od učenika predoslovno shvatio čemu ih je učitelj želio podučiti. U međuvremenu, Delko istražuje smrt osobe pronađene u prtljažniku napuštenog auta.                                                                               |              |                             |                       |
| 11. | 11.          | "Camp Fear"                 | 16.12.2002.           |
| Neidentificirana djevojka pronađena je mrtva pokraj rehabilitacijskog kampa. Horatio i tim istragu započinju u kampu i doznaju da djevojka nije bila kadetkinja, no CSI ekipa smatra da kadeti od njih skrivaju ključnu informaciju o slučaju. Speedle i Delko istražuju smrt prevaranta kojemu je lice i grlo spaljeno. |              |                             |                       |
| 12. | 12.          | "Entrance Wound"            | 6.1.2003.             |
| Horatio s timom istražuje smrt prostitutke, koja je pronađena izbodena ispod kreveta u hotelu. Pretragom sobe CSI ekipa otkriva da je ubojica vješto očistio sobu i oprao tijelo žrtve kako bi uklonio i najmanji dokaz koji bi ga mogao optužiti za okrutni čin. No, ipak, pronađen je krvavi otisak koji vodi do uhićenja, ali Horatio vjeruje da se ubojica poslužio trikom kako bi ostao na slobodi. U međuvremenu, Calleigh i Delko istražuju ubojstvo njemačkog turista, kojeg su ubili, kako se isprva čini, u pokušaju krađe njegovog automobila. |              |                             |                       |
| 13. | 13.          | "Bunk"                      | 27.1.2003.            |
| Ulaskom u kontaminiranu kuću nastrada nedužan čovjek, a Horatio i Speedle istragom otkriju da je to samo jedna od mnogih kuća koje se koriste kao laboratorij za proizvodnju droge. Međutim, čini se da su droge koje se ondje proizvode smrtonosne pa detektivi moraju uloviti počinitelje prije nego što sljedeća žrtva podlegne trovanju. U međuvremenu, Calleigh i Delko istražuju slučaj za koji se sumnja da je brutalno ubojstvo starije žene u staračkom domu.                                                                                    |              |                             |                       |
| 14. | 14.          | "Forced Entry"              | 3.2.2003.             |
| Goli muškarac je pronađen vezan u krevetu, nakon što je ugušila dok je seksualno zlostavljano. Istodobno, krematorijum vlasnik je pronađen ubijen. Kada se ispituju, oni su otkrili desetke tijela koja nikada nisu kremirana. |              |                             |                       |
| 15. | 15.          | "Dead Woman Walking"        | 10.2.2003.            |
| Kriminalistički forenzičari pronalaze raspadajuće tijelo ovisnika o drogama, podvrgnuto visokom stupnju radijacije. Horatia trag vodi do odvjetnice koja se bavi slučajevima zaštite okoliša i koja umire od trovanja radijacijom. No ona odbija suradnju jer želi zaštititi slučaj koji vodi protiv kompanije za proizvodnju lijekova. |              |                             |                       |
| 16. | 16.          | "Evidence of Things Unseen" | 17.2.2003.            |
| Istočnoeuropski imigrant izboden je na smrt dok je promatrao peep show. Jedini svjedok je striptizeta koja ga je zabavljala u trenutku kada je ubijen. No nju ubrzo usmrti auto koji pobjegne s mjesta nesreće. Horatio ispituje njezinog svodnika, a ujedno i supruga, o tome kako je provodila vrijeme nakon posla. Suprug je sljedeća žrtva, a kriminalistički forenzičari pronalaze zagonetan DNK uzorak u njihovoj sobi, koji će ih približiti rješenju slučaja.                                                                                     |              |                             |                       |
| 17. | 17.          | "Simple Man"                | 24.2.2003.            |
| Podignuta je optužnica protiv supruga članice vijeća, osumnjičenog za ubojstvo njihove kućne pomoćnice, s kojom je bio u vezi. Ali slično ubojstvo dogodi se dok je glavni osumnjičeni u pritvoru pa Horatio posumnja da se priprema suđenje nedužnom čovjeku. |              |                             |                       |
| 18. | 18.          | "Dispo Day"                 | 10.3.2003.            |
| Rutinsko spaljivanje zaplijenjene droge pretvori se u vatreni okršaj kada policajce zaskoče kriminalci. U pucnjavi je Speedle ranjen, dva policajca su ubijena, a kokain ukraden. Kriminalistički forenzičari nađu se pod sumnjom i istragom Unutarnjih poslova jer se traži izdajnik koji je kriminalce informirao o spaljivanju droge. Situacija se za CSI dodatno pogorša kada test na drogu jednog od detektiva bude pozitivan. |              |                             |                       |
| 19. | 19.          | "Double Cap"                | 31.3.2003.            |
| Pokraj bazena ekskluzivnog hotela u Miamiju pronađeno je tijelo žene. Pokušavajući odgonetnuti identitet žrtve koristeći federalnu bazu podataka, kriminalni forenzičari aktiviraju i FBI. Pokaže se da je žrtva bila zaštićeni svjedok i trebala je, zajedno sa svojim dečkom, svjedočiti protiv dilera droge. Kako bi riješio ubojstvo, Horatio želi ispitati njenog dečka, no FBI odbija otkriti njegovu lokaciju. U međuvremenu, Calleigha nenadano posjeti otac, što probudi neugodne uspomene iz prošlosti.                                         |              |                             |                       |
| 20. | 20.          | "Grave Young Men"           | 14.4.2003.            |
| Horatio se iznenadi kada ga čovjek kojeg je strpao iza rešetaka zatraži da pronađe njegovog nestalog sina. Forenzičari istragom ne otkrivaju ništa neobično osim znakova tipičnog tinejdžerskog buntovništva, no kada Calleigh primijeti čitav šaržer metaka ispaljen u stablo u dvorištu kuće, svi postaju svjesni opasnosti koja prijeti školarcima. Istražitelji kreću u utrku s vremenom kako bi pronašli dječaka i spriječili tragediju. U međuvremenu, Speedle istražuje slučaj čovjeka koji je umro od posljedica gušenja.                         |              |                             |                       |
| 21. | 21.          | "Spring Break"              | 28.4.2003.            |
| Iako su ljetni praznici pred vratima, kriminalistički forenzičari ne razmišljaju o odlasku na odmor. Pred njima su dva smrtna slučaja koja moraju riješiti. Mrtva djevojka pronađena je na plaži, a počinitelj gnusnog ubojstva mogao bi biti serijski ubojica koji grize svoje žrtve. U međuvremenu, Calleigh i Delko istražuju smrt studenta koji se utopio u bazenu motela. Prijatelji s kojima je bio tvrde da je to bila nesreća, no dokazi govore suprotno.                                                                                         |              |                             |                       |
| 22. | 22.          | "Tinder Box"                | 5.5.2003.             |
| Pirotehnika koju je koristio DJ za svog nastupa uzrokovala je požar u popularnom noćnom klubu u Miamiju. Žrtava i ranjenih je mnogo. Speedle i Deleko, koji su i sami uživali u provodu, jedva su se spasili. Uskoro se pridružuju timu forenzičara u istrazi koja, pronalaskom tijela konobara izbodenog na smrt, otkriva da se vatra nije slučajno rasplamsala. |              |                             |                       |
| 23. | 23.          | "Freaks and Tweaks"         | 12.5.2003.            |
| Horatio, Speedle i Delko nađu se u opasnosti kada za vrijeme istrage brutalnog ubojstva eksplodira bomba. Ubojica je ovisnik o metafetaminu, no dokazi su uništeni u eksploziji pa je pred forenzičarima težak zadatak. U međuvremenu, Calleigh dolazi na mjesto zločina i shvaća da je žrtva jedan od Alexxovih najbližih prijatelja. I dok Alexx tješi udovicu, Calleigh odgonetava slučaj koji se isprva činio samo kao rezultat niza slučajnosti. |              |                             |                       |
| 24. | 24.          | "Body Count"                | 19.5.2003.            |
| Horatio je pozvan u zatvor kako bi istražio ubojstvo, ali odmah po dolasku svjedoči bijegu trojice zatvorenika uz pomoć helikoptera. Shvaćajući kako je ubojstvo bilo tek planirana krinka za što lakši bijeg, Horatio se baca u lov na bjegunce. CSI tim identificira bjegunce kao stare znance, s kojima imaju i neriješenih računa. |              |                             |                       |